# کارستن اسوالد
کارستن اسوالد (انگلیسی: Karsten Oswald؛ زادهٔ ۳۰ ژوئن ۱۹۷۵) بازیکن فوتبال اهل آلمان است.
از باشگاه‌هایی که در آن بازی کرده‌است می‌توان به باشگاه فوتبال زاکسن لایپزیگ، باشگاه فوتبال بایرن مونیخ ۲، باشگاه فوتبال دینامو درسدن، باشگاه فوتبال قوت-وایس ارفورت، و باشگاه فوتبال کمنیتس اشاره کرد.